# Pre-existentie van Christus
De pre-existentie van Christus is in het christendom de leer dat Jezus een voormenselijk bestaan (existentie) had. Er was bij hem dus geen sprake van een conceptie, maar van een incarnatie (menswording). Hoe deze pre-existentie exact moet worden gedefinieerd is omstreden.

## Bijbelse bronnen

### Nieuwe Testament
Het idee van een pre-existentie van Christus bestond volgens de meeste commentatoren al heel vroeg in het christelijke denken en doordrenkt het volledige Nieuwe Testament. Het idee is een inleidend en bepalend thema in het Evangelie volgens Johannes, maar niet alleen daar. De achterliggende gedachte is dat Jezus Christus al voor zijn aardse leven "existent" was en in zijn bestaansvorm destijds een aandeel had aan de schepping van de wereld. Deze opvatting wordt afgeleid van een combinatie van Johannes 1:1-5, waarin "het Woord" (de Logos) wordt vereenzelvigd met Christus, met verzen als 1 Korintiërs 8:6, Filippenzen 2:6-11, Hebreeën 1:2 en Kolossenzen 1:15-20.
De pre-existentie zelf wordt verder gebaseerd op verzen als:
- "Niemand heeft ooit God gezien, maar de enige Zoon, die zelf God is, die aan het hart van de Vader rust, heeft hem doen kennen." (Johannes 1:18 in combinatie met 1 Timoteüs 6:16)
- "'Waarachtig, ik verzeker u', antwoordde Jezus, 'van voordat Abraham er was, ben ik er'" (8:58)
- "Vader, verhef mij nu tot uw majesteit, tot de grootheid die ik bij u had voordat de wereld bestond". (17:5)

### Brief van Judas
In de Brief van Judas wordt vers 5 gewoonlijk als volgt weergegeven: "Ofschoon gij alles reeds weet, wil ik u er toch aan herinneren, dat de Heer weliswaar het volk uit het land Egypte heeft verlost, maar later hen die weigerden te geloven toch heeft verdelgd." (Willibrordvertaling) Een belangrijke variantlezing spreekt echter niet over de Heer (JHWH) die Israël uit Egypte heeft verlost, maar Jezus: "... dat Jezus weliswaar het volk uit het land Egypte heeft verlost ..." (28e Editie van het Novum Testamentum Graece (2012)).

### Oude Testament
In Matteüs 2:6 wordt een vrij citaat gehanteerd van Micha 5:1-4, waarin de komende verlosser en Messias wordt aangekondigd. Er wordt daarin gezegd dat "zijn oorsprong ... in lang vervlogen tijden [ligt], in de dagen van weleer", vaak opgevat als een oorsprong in de eeuwigheid.

## Pre-existentie en de drie-eenheid
Soms wordt het concept van de pre-existentie van Christus gezien als onderdeel van het dogma van de drie-eenheid. Dit is echter niet het geval. Zo verwierp Arius in de 4e eeuw de drie-eenheid en stelde hij dat Jezus volledig mens was geweest, maar geloofde hij ook in de pre-existentie van hem. Dit onderscheidt de arianen van de ebionieten, die de pre-existentie van Christus ontkennen, evenals zijn maagdelijke geboorte. Hedendaagse ariaanse groepen, zoals de Jehova's getuigen, identificeren soms de persoon van Christus in het Oude Testament met de aartsengel Michaël en nemen aan dat hij de engel was die voor de Israëlieten uitging (Exodus 32:34) of meer in het algemeen de engel van de Heer.
Orthodoxe protestanten geloven dat verschijningen van God met meerdere personen in het Oude Testament moeten worden beschouwd als verschijningen inclusief Jezus zelf.

## Ideële en reële pre-existentie
Er bestaat een verschil tussen ideële pre-existentie en reële pre-existentie. In het eerste geval wordt het vóórbestaan van Christus bij de Vader uitgelegd als zijnde in de gedachte van de Vader aanwezig. God schept (Zijn scheppingswoord, de Logos, bestaat hierbij al van eeuwigheid - het spreken Gods is eeuwig, maar komt pas in actie wanneer Hij daadwerkelijk, al sprekende het geschapene tot aanschijn roept) met als eerste gedachte altijd Christus voor ogen hebbende. Christus is hierbij dus niet reëel (persoonlijk) aanwezig, doch slechts in gedachte. Deze vorm van pre-existentiedenken wordt o.m. verdedigd door de katholieke theoloog Hans Küng en de Nederlandse theoloog Hendrikus Berkhof omdat dit beter zou aansluiten bij het joodse gedachtegoed in de eerste eeuwen n.Chr. (Men denkt in het jodendom de Thora als pre-existent aanwezig bij God.)
Het reële pre-existentiedenken, dat door de meeste theologen wordt aangehangen en ook nauwer aansluit bij het klassieke denken van de Kerkvaders en de eerste christelijke schrijvers, ziet Christus als persoonlijk aanwezig bij de Vader en niet slechts als een gedachte.
Volgens historicus en theoloog Larry Hurtado behoort het geloof in de pre-existentie van Jezus tot de oudste lagen van het Nieuwe Testament. De teksten in het Nieuwe Testament die spreken over de pre-existentie geven volgens hem echter geen aanleiding tot speculatie. Hij verwerpt de categorieën ideële en reële pre-existentie als het gaat om het vóórbestaan van Christus bij de Vader. De teksten in het NT die handelen over de pre-existentie beperken zich tot Christus als aanwezig zijnde bij God voor de Schepping (scheppingsmiddelaar) (bijv. 1 Korintiërs 8:4-6; Filippenzen 2:6-11) en bij de uittocht uit Egypte van de Israëlieten (bijv. 1 Korintiërs 10:4; Judas 5).

## Socinianisme
De Nederlandse en Poolse socinianen nemen een middenpositie in tussen het arianisme en de ebionieten. Zij interpreteerden verzen zoals "Ik kwam uit de hemel" als niet meer dan een verwijzing naar de wonderlijke conceptie van Jezus en niet als een bewijs van zijn bestaan als persoon in de hemel voorafgaand aan de conceptie. Dit standpunt werd overgenomen door de vroege Engelse Unitariërs, zoals John Biddle, hoewel in de 18e eeuw het Unitarisme verdere stappen in de richting van het rationalisme nam. Vandaag wordt een met de Socinianen vergelijkbare christologie gevonden bij de Broeders in Christus (of Christadelphians) en de Church of God of the Abrahamic Faith.